# Hainfeld (Pfalz)
Hainfeld település Németországban, Rajna-vidék-Pfalz tartományban. Lakosainak száma 895 fő (2023. december 31.).

## Népesség
A település népességének változása:
| Lakosok száma | 692  | 853  | 844  | 884  | 895  | 895  |
|               | 1975 | 2017 | 2019 | 2021 | 2022 | 2023 |